# Back to the Future Part II

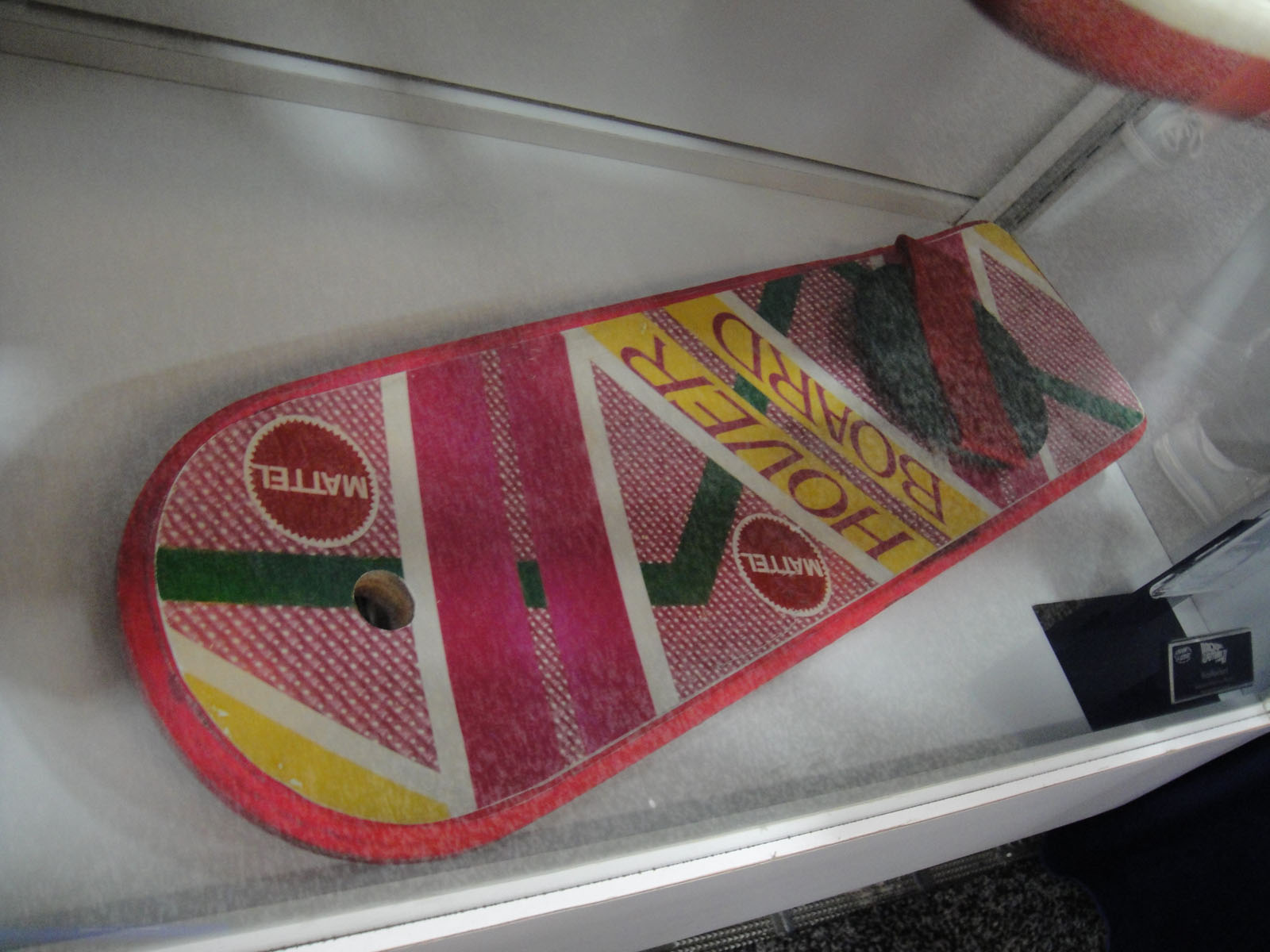
El monopatín volador de 2015 que usa Marty McFly en la película.

Back to the Future Part II (titulada Regreso al futuro II en España, y Volver al futuro II o Regreso al Futuro, Parte II en Hispanoamérica) es una película de ciencia ficción y comedia de 1989 dirigida por Robert Zemeckis. Es la segunda parte de la trilogía de Back to the Future.
Según cuenta el mismo Zemeckis, la primera película no fue ideada para tener una secuela. Sólo debido al éxito taquillero que significó la primera parte fue por lo que se filmó la segunda e incluso la tercera parte. Tanto es así que, en la edición de DVD, Robert Zemeckis comenta que el hecho de que el DeLorean volara fue solamente un gag humorístico, y fue por eso que Jennifer estaba dentro de él. Un gag que casi le costó muy caro, ya que en el momento de hacer la secuela tuvieron que inventar una historia que involucrara a Jennifer, por lo que —según sigue comentando— si se hubiese sabido de antemano que iba a haber una segunda parte, no habría sucedido.
Esta vez la trama acontece conectada entre 1955 y 2015. Esta película y la tercera parte de la trilogía se filmaron simultáneamente. La película fue un éxito absoluto de taquilla al igual que la primera, llegando a ser la segunda más taquillera de 1989.

## Argumento

### 1985
La película comienza exactamente donde quedó la primera parte previamente, donde Marty McFly (Michael J. Fox) y Jennifer Parker (Elisabeth Shue) que vuelven a encontrarse después de lo ocurrido en su viaje al pasado, de lo cual ella no sabe nada. Entonces y de forma repentina llega el doctor Emmett Brown (Christopher Lloyd) con la máquina del tiempo (esta vez con una modificación para funcionar con basura en lugar de plutonio que el Doc le robó a los terroristas libios en la película anterior), y le dice a Marty y a Jennifer que deben ir con él, puesto que sus hijos corren peligro en el futuro. Sin tiempo que perder, Marty, Doc y Jennifer suben al DeLorean para viajar en el tiempo hasta el 21 de octubre del año 2015 pero en eso Marty le sugiere al Doc que retroceda el DeLorean un poco más, ya que según el no hay suficiente calle para alcanzar las 88 millas por hora, sin embargo el doc le responde al joven Marty que eso no será necesario, ya que a donde se dirigen no van a necesitar usar las calles. Por otro lado, Biff Tannen, quien ahora trabaja para George, el padre de Marty como lavador de automóviles, ve al DeLorean elevándose en el aire y rápidamente lo ve desaparecer en el aire y se pregunta que está sucediendo.

### 2015
Al llegar al año 2015, estos ven a la ciudad de Hill Valley completamente «futurizada» (aunque el estilo decorativo se asemeja más a lo que se había descrito los años 1960) Doc, rápidamente pone a dormir a Jennifer con un aparato que él inventó, ya que esta última estaba haciendo demasiadas preguntas de su futuro y nadie debe saber absolutamente nada sobre el mismo y así cuando despierte pensara que solo fue un simple sueño, además como ella vio la máquina del tiempo, Doc no podía dejar a Jennifer con tal información y que solo van a ir a arreglar lo que es más importante. Una vez llegando esconden a Jennifer dormida en un callejón, mientras Doc le explica a Marty el conflicto y la forma de arreglarlo: evitar que su hijo Marty Júnior sea juzgado y sentenciado a 15 años de prisión por culpa de Griff Tannen (el nieto de Biff) y de Marlene (su hija), porque esta última ayuda a escapar a Marty Júnior de la cárcel, lo que causará el arresto de ella y su sentencia de 20 años de prisión. Marty entra en el Café 80s y conoce a su hijo, que resulta ser idéntico a él físicamente pero parecido al joven George McFly (su abuelo) por lo tímido e inseguro, allí también se encuentra con Biff, que es un anciano amargado y decrépito que vive bajo la sombra de los McFly y también de su propio nieto, pero espera su oportunidad de cobrar venganza. Este le cuenta a Marty, (creyendo que es Marty Júnior) lo fracasado que el mismo Marty será en el futuro.
Marty, con su estilo, vence al abusivo Griff y a sus amigos, haciendo que estos salgan volando y se choquen contra el edificio de la torre del reloj, el juzgado de Hill Valley y son arrestados por este hecho, lo que a su vez evita todos los acontecimientos anteriormente mencionados, salvando del desastre a la familia McFly por el momento, pero esta persecución es observada por Biff quien recuerda que había tenido el mismo incidente (la persecución que tuvo contra Marty en 1955, en la primera parte). Sin embargo, otro problema surge cuando Marty compra un almanaque deportivo con los resultados de todos los deportes de Estados Unidos desde 1950 hasta el año 2000, con el fin de llevárselo a 1985 y ganar «algo de dinero fácil». Pero Doc, más prudente le menciona que él no invento la máquina del tiempo por razones financieras, sino que es para el beneficio de la humanidad. Finalmente Marty, decide aceptar a regañadientes la recomendación y el Doc inmediatamente tira el libro a un cubo de basura, sin percatarse de que Biff (que recoge el almanaque al irse Marty y Doc) estaba escuchando todo detrás de una puerta y de que ahora él también sabe de la existencia de la máquina del tiempo.
Ahora con el desastre de su familia completamente evitado con éxito, Marty y Doc se preparan para regresar a 1985 y van a buscar a Jennifer, pero en ese momento, es descubierta por la policía y llevada a su casa del futuro. Doc, sabe que ahí podría encontrarse consigo misma lo que causaría un desmayo de la impresión o hasta una posible paradoja, lo que deben evitarlo a toda costa. Jennifer, es dejada en la casa y ahí se entera de toda una vida llena de fracasos: Marty y ella se casaron porque queda embarazada y tienen dos hijos, además de que Marty se metió en un serio problema cuando lo llamaron "gallina", por no aceptar competir en carrera de autos, pero al final Marty a regañadientes aceptó el reto para demostrar que no era "gallina" ante los demás, sin embargo por su imprudencia, este acabó teniendo un accidente de automóvil lo cual hizo que quedara lesionado de la mano e imposibilitado de seguir tocando la guitarra, incluso el dueño del auto que chocó, también lo demandó por todos los daños ocasionados, con lo cual su vida hubiera sido muy diferente si hubiera evitado ese accidente. 
Mientras tanto, Marty y Doc conducen lo más pronto posible para rescatar a Jennifer antes de que esta se encuentre con su homóloga del 2015, pero mientras conducen el Doc en ese momento tiene un leve presentimiento de que un taxi los viene siguiendo desde que salieron del centro de Hill Valley, pero no le toma mucha importancia al asunto y continua su camino, pero resulta que la hipótesis del científico era correcta ya que el Biff del 2015 los había seguido todo el recorrido, llevando consigo el almanaque de deportes que estos tiraron a la basura previamente. Finalmente Doc y Marty llegan a la entrada del vecindario llamado Hilldale donde los homólogos del 2015 de Marty y Jennifer viven, por lo que rápidamente Doc decide ir a buscarla mientras que Marty se cambia de ropa en el auto y espera la señal del Doc, sin embargo Biff encuentra el DeLorean estacionado en la calle, pero justo en el momento que Marty termina de cambiarse, este se distrae observando un robot flotante que estaba paseando un perro y de forma bastante descuidada deja la puerta abierta con las llaves del vehículo adentro del DeLorean, lo que provoca que el Biff del 2015 se acerque sigilosamente al vehículo y se dé cuenta de que ahora tiene el poder para destruir a los McFly en la palma de su mano, por lo que este se roba el DeLorean y se lleva el almanaque hacia el año 1955 para darle el libro a su "yo" de ese año con el fin de hacerse millonario, volviendo al mismo instante de su partida, sin que Marty y Doc se dieran cuenta. Cuando regresan a la máquina del tiempo, Doc le dice a Marty que Jennifer se encontró consigo misma y que hay mucho riesgo en viajar por el tiempo e insiste en que una vez que hayan regresado a 1985 debe destruirla, para evitar que su uso cree el riesgo de trastornar la realidad y evitando que caiga en manos equivocadas, poniendo en riesgo el futuro que mejor sea para la humanidad.

### 1985 Alterno
Cuando Doc y Marty vuelven a 1985, creyendo que habían terminado su misión, se encuentran con un 1985 muy diferente, con un Hill Valley en poder de Biff. La historia había sido seriamente alterada: La zona de Lyon States, barrio residencial donde vive Marty, es un desierto infrahumano donde todas las casas están a la venta salvo una (la que le pertenece originalmente a su familia, ahora le perteneciente a una familia afrodescendiente que se niega a venderla). La escuela de Hill Valley ya no existe, ya que se quemó en 1979, obligando a su director, el señor Strickland, a pasar todas las noches en casa armado con una escopeta para proteger su casa de los delincuentes que ahora abundan en Hill Valley. También todos los alrededores de la ciudad son ahora una zona industrial, producto de las plantas de tratamiento de residuos llamadas BiffCo, propiedad de Biff Tannen. El ejército y la policía están siempre en las calles y toda la población es vagabunda. Por si fuera poco, el juzgado de Hill Valley fue transformado en el año 1979 en un lujoso casino-hotel y tiene veintisiete pisos. 
Biff es ahora el hombre más rico y poderoso de Estados Unidos; Lorraine, la madre de Marty, está infelizmente casada con Biff, ya que su padre George había sido asesinado el 15 de marzo de 1973 a manos de éste para poder casarse con ella, a quien por si fuera poco obliga a vivir un infierno oculto por una vida de lujos. Biff la agrede física y psicólogicamente, sin el menor reparo, mantiene a Marty lejos de ella en un reformatorio, e incluso la obliga a cargar con un implante de senos que él quería que se hiciese para hacer su vida sexual más placentera. Su hermano Dave es un vagabundo y su hermana Linda tiene graves problemas con los bancos. Queda en evidencia que si Lorraine todavía no lo ha dejado, es porque Biff es el único con el poder para evitar los graves problemas que afectan a la familia, circunstancia que él aprovecha para chantajearla psicológicamente y convencerla de que haga lo que él quiera. También el Doc ha tenido un mal final, ya que ha sido encerrado en un hospital psiquiátrico y entretanto su laboratorio se ha vuelto un desastre.
Marty al principio no entiende nada de lo que sucede, pero Doc descubre la causa de todo: el Biff del futuro, al regresar del pasado, dejó olvidado en el DeLorean la parte superior de su bastón, que se rompió al momento de que él se bajara del vehículo y la bolsa de la tienda del almanaque y ambos entienden que el único modo de revertir el infernal 1985 en el que se encuentran ahora, es ir al pasado e impedir que el plan de Biff tenga éxito. Para ello deben saber qué día fue cuando el Biff del futuro le dio a su yo del pasado el almanaque y Marty se ofrece a investigarlo. Momentos después, Marty se aparece frente a Biff quien en ese momento se encontraba en un jacuzzi junto con dos chicas observando la película Por un puñado de dólares de Clint Eastwood y le cuestiona a Biff sobre el su libro el almanaque, al escuchar esto Biff le ordena a sus chicas que se retiren de la escena para hablar a solas con el joven. Posteriormente ambos se trasladan a la oficina privada de Biff, donde este último le cuestiona al Marty sobre como sabe sobre dicho libro y el joven se limita a preguntarle a Biff donde fue que lo obtuvo y cuando, por lo que Biff le cuenta que hace 30 años, cronológicamente el día 12 de noviembre de 1955, cuando fue a recoger su auto al taller luego de la persecución que tuvo con Marty en ese momento, se encontró con un viejo loco con un bastón (el Biff del 2015) a bordo del auto y este le mencionó que era un pariente lejano y le ofreció ser muy rico, donde finalmente le entregó el almanaque diciendo que dicho libro le daría los resultados de los deportes hasta el fin del siglo y que solo debía apostarle al ganador y nunca perdería, además Biff le pregunto cual era el truco y el viejo solo se limito a decir que no había ningún truco pero que debía guardar el secreto y no decirle a nadie de esto, entonces cuando guarda el almanaque menciona que después de darle el libro en ese momento el viejo se marchó y nunca más lo volvió a ver; sin embargo, también le contó algo más antes de irse: que algún día debería matar a un chico (Marty) y/o un científico con cara loco (Emmett Brown) cuando llegaran a preguntar algo sobre el almanaque. Entonces este saca del cajón de su escritorio un Revólver de cañón corto y descubre que Marty es el chico del que le advirtío el Biff del futuro en su momento; entonces Marty huye de Biff mientras este le dispara sin que las balas lo alcancen, después de despistar a los amigos de Biff (los cuales se convirtieron en sus guardaespaldas). Marty llega al techo del casino Biff y descubre que aparentemente no hay escapatoria, en ese momento aparece Biff e incita a Marty a que salte por el borde del edificio, alegando que «un suicidio sería más conveniente». Por su parte, Marty se niega a saltar y Biff le apunta con su arma; entonces Marty le dice que la policía sabrá que la bala salió de su arma en un intento de convencerlo de que no le dispare, a lo que Biff responde que él es el jefe de la policía y le menciona: «además, nunca supieron cuál fue la bala que asesinó a tu padre», entonces cuando Marty se enfurece y Biff está a punto de dispararle, Marty sin más remedio salta de la azotea, mientras Biff se queda sorprendido de que Marty realmente decidiera saltar al vacío, pero justo cuando Biff se acerca para asegurase que el chico realmente este muerto en el suelo, sorpresivamente aparece Marty parado en el capo del DeLorean, mientras el Doc aprovecha para golpear a Biff en la cara con la puerta del auto, provocando que este caiga al suelo quedando inconsciente. Ahora, ya teniendo todos los datos precisos de cuando el Biff del 2015 se entregó el almanaque a su yo joven, el dúo decide volver a 1955 a impedir que eso ocurra. Mientras el Doc configura los circuitos del tiempo en el tablero para viajar en el tiempo al 12 de noviembre de 1955, también le menciona a Marty que es increíble y una gran coincidencia que el Biff del 2015 eligiera dicha fecha y año en particular, para entregarse a sí mismo el almanaque, pero justo en ese momento el tablero comienza a sufrir un pequeño corto y cambia inconscientemente la fecha al 1 de enero de 1885, pero Doc le da unos golpes para arreglarlo y así evitar que no pase de nuevo, por lo que Doc decide activar el resto de los circuitos del tiempo para realizar el viaje, sin embargo Marty le comenta que sucederá con Jennifer y Einstein, ya que eso implicaría dejarlos varados ahí, pero Doc le asegura que ellos estarán bien y que si tienen éxito en esta misión, el 1985 alterno en el que están ahora mismo, automáticamente volverá a ser el 1985 original que estos conocen y de esta forma Jennifer y Einstein automáticamente cambiaran de línea de tiempo sin ningún tipo peligro alguno y no tendrán ningún recuerdo de haber estado en el 1985 alterno.

### De vuelta a 1955
Al llegar nuevamente a 1955, el dúo se aparece en la zona de Lyon States donde rápidamente el Doc estaciona el DeLorean detrás de la valla para evitar que la misma sea descubierta, por otro lado Marty se sorprende de volver nuevamente a ese mismo año y siente como si hubiera estado ayer, aunque el científico le menciona que efectivamente estuvo en ese lugar ayer y puede ser increíble y todo, sin embargo tienen una misión que cumplir y el científico le ordena a Marty que vaya a la ciudad y que busque al joven Biff y lo siga de cerca, también le menciona que en algún momento el Biff del 2015 vendrá a darle el almanaque a su homólogo de 1955 y que sobre todo le advierte a Marty que no interfiera bajo ninguna circunstancia en ese encuentro, ya que primero ambos deben asegurarse de que el Biff de 2015 piense tuvo éxito en su misión y les pueda devolver el DeLorean en el futuro más adelante y que una vez que el Biff del 2015 se marche le ordena a Marty que trate de arrebatarle el almanaque al Biff de 1955 como pueda, también le entrega unos binoculares y un Walkie-talkie para estar en contacto, mientras que el Doc por su parte se quedara a reparar el corto circuito y así asegurarse que nadie más se robe la máquina del tiempo por accidente y también para no arriesgarse a encontrarse con su yo de 1955, ya que no solo esta su homólogo de ese año presente, sino que también esta el Marty del pasado que es el que el Doc de 1955 trata de ayuda a regresar a 1985, además de ello menciona a Marty que el incidente del rayo de la torre no sucederá hasta los eventos de esa misma noche, por lo que le advierte al joven de tener mucho cuidado de no encontrarse con el Marty del pasado. Antes de irse, el Doc le entrega algo de dinero de ese año a Marty para que este último pueda comprarse algo de ropa de la época para pasar desapercibido, al llegar Marty a la ciudad este llega hasta la casa de la abuela de Biff, donde ve como este último se dirige a retirar su auto al taller y decide seguirlo de cerca. Una escena que merece citarse es la de Biff persiguiendo a Marty con su automóvil, donde el joven Marty consigue arrebatarle el almanaque a Biff, pero súbitamente este frena al final del túnel y trata de atropellar con su auto a Marty, el cual trata de llegar lo más pronto posible al otro lado del túnel con su super tabla, pero antes de que Biff pueda alcanzarlo con su auto, el Doc desde el DeLorean volador en la salida del túnel, le lanza una soga a Marty y lo eleva en el aire, salvándolo en el último segundo, por otro lado Biff se queda observando atónito como el joven se eleva volando junto al DeLorean Volador, pero mientras esta distraído y de forma bastante desafortunada este vuelve a chocarse con el mismo camión de estiércol, como ocurrió en la primera parte de la trilogía, mientras el mientras que el joven y el científico se alejan de la escena con el almanaque volando, por otro lado Biff se molesta por haber perdido el almanaque y termina diciendo la frase: "¡Estiércol, odio el estiércol"!.
Momentos después el dúo llega hasta zona Lyon States, que en el año 1955 aun estaba en fase de construcción, donde el Doc baja de forma segura a Marty a tierra, donde este último le pregunta al científico si todo está bien, pero el Doc le dice que como el clima esta bastante comprometido y que le será casi imposible aterrizar en esa área y que tratara de aterrizar en otro lugar, pero además de ello le pregunta al joven si aun tiene el almanaque, por lo que Marty le asegura que aun tiene el libro en su poder, por lo que el científico le ordena al joven que incinere el libro de inmediato, por lo que Marty rápidamente coloca el almanaque en un cubo de metal que encontró casualmente en el lugar y lo incinera con los fósforos que tomo del hotel de Biff en el año 1985 alterno. A medida que el almanaque se incinera, Marty pronto descubre que el futuro ha sido arreglado con éxito, ya que este observa el recorte del periódico que carga rápidamente ve a su padre con vida y siendo homenajeado, mientras que el Doc también confirma lo mismo al ver su foto de este en el periódico que cargaba, donde se ve a este siendo encerrado en el manicomio, es sustituida por otra foto donde es premiado como genio científico de la ciudad, justo cuando Marty y Doc se disponen a volver a su época original, subitamente varios rayos comienzan a caer en la zona que por poco los alcanzan, pero por ironías del destino un rayo termina impactando al DeLorean en pleno vuelo, con el Doc aun en su interior y desaparece en el aire. Tras ver que el Doc ha desaparecido, Marty rápidamente se da cuenta de que se ha quedado solo en 1955, pero en ese momento llega un cartero con una carta de más de 70 años escrita por el Doc, diciéndole que la misma fue escrita en 1885. Al descubrir la supervivencia del Doc y que esta atrapado en el Viejo Oeste, Marty solo tiene una salida: buscar al Doc de 1955 para volver a 1985, este se sorprende al ver a Marty que acababa de irse, lo tiene frente a él y termina desmayándose de la impresión.
Al final de la película, muestra un pequeño avance de lo que será la secuela, Back to the Future Part III.

## Reparto
| Personaje                                 | Actor original Estados Unidos | Actor de doblaje España | Actor de doblaje Estados Unidos Los Ángeles |
| ----------------------------------------- | ----------------------------- | ----------------------- | ------------------------------------------- |
| Marty McFly/Marty McFly Jr./Marlene McFly | Michael J. Fox                | Jordi Pons              | Víctor Mares Jr.                            |
| Dr. Emmett L. «Doc» Brown                 | Christopher Lloyd             | Luis Posada Mendoza     | Helger Pedrini                              |
| Biff Tannen/Griff Tannen                  | Thomas F. Wilson              | Jordi Ribes             | Leonardo Araujo                             |
| Jennifer Jane Parker                      | Elisabeth Shue                | Nuria Mediavilla        | Marcela Bordes                              |
| Lorraine McFly                            | Lea Thompson                  | Julia Gallego           | Rocío Robledo                               |
| George McFly                              | Jeffrey Weissman              | Antonio Monsell         | Jesús Brook                                 |
| Sr. Strickland                            | James Tolkan                  | Francisco Garriga       | Guillermo Romano                            |
| Rafe «Data» Unger                         | Ricky Dean Logan              | Antonio Lara            |                                             |
| Leslie «Spike» O'Malley                   | Darlene Vogel                 | Vicky Martínez          | Gladys Parra                                |
| Chester «Whitey» Nogura                   | Jason Scott Lee               | Daniel García           | Roberto Alexander                           |
| Michael Jackson camarero                  | E. Casanova Evans             | Alberto Mieza           | Jesús Brook                                 |
| Needles                                   | Flea                          |                         | Roberto Alexander                           |
| Ronald Reagan camarero                    | Jay Koch                      | José Antequera          | Guillermo Romano                            |
| Ayatollah Khomeini camarero               | Charles Gherardi              | Alberto Díaz            | Jesús Brook                                 |
| Chico del arcade                          | Elijah Wood                   | Ana Pallejà             | Erika Araujo                                |
| Vendedora de antigüedades                 | Judy Ovitz                    | Rosa Pastó              | María Becerril                              |
| Oficial Foley                             | Stephanie Williams            | María del Mar Tamarit   | María Becerril                              |
| Oficial Reese                             | Mary Ellen Trainor            | Marta Tamarit           |                                             |
| Iko «Jitz» Fujitsu                        | Jim Ishida                    | Eduardo Muntada         | Jesús Brook                                 |
| Taxista                                   | Marty Levy                    | Enric Isasi-Isasmendi   | Roberto Alexander                           |
| «Red», el vagabundo                       | George 'Buck' Flower          | Carles Canut            | Jesús Brook                                 |
| Hombre de «Telégrafos»                    | Joe Flaherty                  | Claudi García           | Guillermo Romano                            |
| 3D (amigo de Biff)                        | Casey Siemaszko               | Gal Soler               | Víctor Mares jr.                            |
| Skinhead (amigo de Biff)                  | J. J. Cohen                   | Javier Viñas            | Demián Bichir                               |
| Match (amigo de Biff)                     | Billy Zane                    | Javier Roldán           | Jesús Brook                                 |
| Terry                                     | Charles Fleischer             | Adrià Frías             | Jesús Brock                                 |
| Lester                                    | Wesley Mann                   | Enric Isasi-isasmendi   | Demián Bichir                               |
| Goldie Wilson III                         | John Fullilove                | Joan Pera               | Jesús Brook                                 |
| Babs                                      | Lisa Freeman                  |                         |                                             |
| Voz de portero automático                 |                               | Enric Isasi-Isasmendi   | Javier Ponton                               |
| Voz del «canal panorámico»                |                               | Alfonso Vallés          | Javier Ponton                               |

## Desarrollo
El director Robert Zemeckis dijo que, inicialmente, no se planeó una secuela para la primera película, pero su enorme éxito en taquilla llevó a la concepción de una segunda entrega. Más tarde aceptó hacer una secuela, pero solo si Michael J. Fox y Christopher Lloyd también regresaran. Con Fox y Lloyd confirmados, Zemeckis se reunió con su compañero de guionistas Bob Gale para crear una historia para la secuela. Zemeckis y Gale luego se arrepentirían de haber terminado la primera parte con Jennifer en el auto con Marty y Doc Brown, porque les exigía que crearan una historia que encajara con ella, en lugar de una nueva aventura.
Gale escribió la mayor parte del primer borrador por sí mismo, ya que Zemeckis estaba ocupado haciendo Who Framed Roger Rabbit. Al principio, la película iba a tener lugar en 1967, pero Zemeckis declaró más tarde que la paradoja del tiempo era una buena oportunidad para volver a 1955 y ver los eventos del primero desde otra perspectiva. Mientras que la mayoría del reparto original accedió a regresar,
surgió un obstáculo importante al negociar la tarifa de Crispin Glover por la repetición del papel de George McFly. Cuando quedó claro que no regresaría, el papel fue reescrito para que George esté muerto cuando la acción tenga lugar en la versión alternativa de 1985.
El mayor desafío fue la creación de la visión futurista de la ciudad natal de Marty en 2015. El diseñador de producción Rick Cárter quería crear una imagen muy detallada con un tono diferente al de la película Blade Runner, Deseando pasar el humo y el cromo. Cárter y sus hombres más talentosos pasaron meses planeando, planificando y preparando la transformación de Hill Valley en una ciudad del futuro. El director de arte de efectos visuales John Bell dijo que no tenían guion con el que trabajar, solo las indicaciones de que la configuración sería 30 años en el futuro con «algo llamado hoverboards».
Al escribir el guion de la película, Gale quería impulsar las ideas de la primera persona para lograr un efecto humorístico. Zemeckis dijo que estaba un poco preocupado por retratar el futuro debido al riesgo de hacer predicciones muy imprecisas. Según Gale, intentaron hacer del futuro un lugar agradable, «donde lo que está mal se debe a quien vive en el futuro en lugar de a la tecnología» en contraste con el pesimista, orwelliano futuro visto en la mayoría de películas de ciencia ficción. Para mantener bajos los costos de producción y aprovechar un descanso prolongado que Fox tuvo de Family Ties (que estaba terminando su transmisión cuando comenzó el rodaje), se filmó la secuela a la misma vez que esta.

## Producción
Se tardó dos años en terminar la construcción del set y la escritura en el guion antes de que pudiera comenzar el rodaje. Durante el rodaje, la creación de la apariencia de los personajes de edad era un secreto bien guardado, que involucraba técnicas de maquillaje de última generación. Michael J. Fox describió el proceso como un proceso que consumía mucho tiempo. «Tomó más de cuatro horas, aunque podría ser peor». La fotografía principal comenzó el 20 de febrero de 1989. Durante un período de tres semanas en que se aproximaba la conclusión de la película, el equipo se separó y, aunque la mayoría se mantuvo filmando la Parte III, algunos, incluido el escritor y productor Gale, se centraron en terminar a su antecesor. El mismo Zemeckis dormía solo unas pocas horas por día, supervisando ambas películas, teniendo que volar entre Burbank, donde se estaba terminando, y otras ubicaciones en California para la Parte III.
La película fue considerada uno de los proyectos más innovadores para Industrial Light & Magic. Fue una de las primeras incursiones de la casa de efectos en composición digital, así como el sistema de cámara control de movimiento VistaGlide, que les permitió filmar una de sus secuencias más complejas, en la que Fox interpretó a tres personajes separados (Marty Sr., Marty Jr. y Marlene), los cuales interactuaron entre sí. Aunque tales escenas no eran nuevas, VistaGlide permitió, por primera vez, una escena completamente dinámica en la que finalmente se podría incorporar el movimiento de la cámara. La técnica también se usó en escenas donde los personajes de Thomas F. Wilson, Christopher Lloyd y Elisabeth Shue se encuentran e interactúan con sus contrapartes. 
También incluye un breve momento de imágenes generadas por computadora en un holograma usado para promover la ficticia película de Jaws 19, que terminó inalterado de la primera prueba realizada por el departamento digital de ILM porque el supervisor de efectos Ken Ralston «le gustó el hecho de que todo estaba en mal estado».
El supervisor de animación Wes Takahashi, quien entonces era el jefe del departamento de animación de ILM, trabajó mucho en las secuencias de viajes en el tiempo de la película, como lo había hecho en la película original y en la «Parte III». A medida que la película se acercaba al estreno, se filmaron suficientes imágenes de la «Parte III» para permitir el ensamblaje de un tráiler. Se agregó al final de la Parte II, antes de los créditos de cierre, como una garantía para los espectadores de que había más historia por seguir.

### Reemplazo de Crispin Glover
A Crispin Glover se le pidió que repitiera el papel de George McFly. Expresó interés, pero no pudo llegar a un acuerdo con los productores con respecto a su salario. Declaró en una entrevista en 1992 en The Howard Stern Show que la oferta más alta de los productores era de $125 000, menos de la mitad de lo que se ofrecía a los otros miembros del reparto. Gale ha afirmado desde entonces que las demandas de Glover eran excesivas para un actor de su categoría profesional en ese momento. En una entrevista en el Opie and Anthony en 2013, Glover declaró que su principal razón para no hacer la Parte II fue un desacuerdo filosófico sobre el mensaje de la película; Glover sintió que la historia recompensaba a los personajes con ganancias financieras, como la camioneta de Marty, en lugar del amor.
En lugar de sacar a George McFly de la película, Zemeckis usó imágenes filmadas previamente de Glover de la primera película, así como nuevas imágenes del actor Jeffrey Weissman, que usaba prótesis e incluía una barbilla falsa, nariz, y pómulos para parecerse a Glover. Se utilizaron varias técnicas para ofuscar las imágenes de Weissman, como colocarlo en el fondo en lugar del primer plano, llevarlo con gafas de sol y colgarlo boca abajo. Glover presentó una demanda contra los productores de la película debido a que no eran dueños de su imagen ni tenían permiso para usarla. Como resultado de esta demanda, ahora hay cláusulas en los acuerdos de negociación colectiva del Screen Actors Guild que establecen que los productores y actores no pueden usar tales métodos para reproducir la semejanza de otros actores.

### Reemplazo de Claudia Wells
Claudia Wells, que había interpretado a la novia de Marty McFly, Jennifer Parker en la primera película, debía repetir su papel, pero lo rechazó debido a problemas personales. Los productores eligieron a Elisabeth Shue, por lo que tuvieron que volver a filmar las escenas finales de la primera película para el comienzo de la Parte II. La secuencia filmada coincide casi toma por toma con el original, con solo algunas pequeñas diferencias: por ejemplo, Doc vacila notablemente antes de asegurarle a Marty que su futuro yo está bien —algo que no hizo en la primera película—. Marty también lleva un reloj en la segunda película, que no estaba en la primera.
Wells volvió a Hollywood con un papel protagonista en la película independiente de 1996 Still Waters Burn. Es uno de los pocos miembros del elenco que no aparecen en el material extra del set de DVD Back to the Future Trilogy lanzado en 2002. Sin embargo, es entrevistada para los documentales Tales from the Future en la edición de 25 años de la trilogía en Blu-ray Disc en 2010. En 2011, finalmente tuvo la oportunidad de retomar su papel de la primera película, 26 años después de su última aparición en la serie. Ella proporcionó la voz de Jennifer Parker para Back to the Future: The Game de Telltale Games.

### Hoverboard hoax
Zemeckis dijo en el detrás de escenas de la película que los hoverboards (patines voladores) utilizados en ella eran reales, pero no se dieron a conocer al público, debido a las quejas de los padres sobre la seguridad. Las imágenes de «hoverboards reales» también se presentaron en los extras de un lanzamiento en DVD de la trilogía. Algunas personas pensaron que Zemeckis estaba diciendo la verdad y las solicitó en tiendas de juguetes. En una entrevista, Thomas F. Wilson dijo que una de las preguntas más frecuentes que le hacían era si eran reales.

## Representación del futuro
Según Zemeckis, el año 2015 representado en la película no pretendía ser una descripción precisa del futuro. «Para mí, la filmación de las escenas futuras de la película fue lo menos placentera de hacer toda la trilogía, porque realmente no me gustan las películas que intentan predecir el futuro. Las únicas que realmente disfruté fueron las realizadas por Stanley Kubrick, y ni siquiera predijo la PC cuando hizo A Clockwork Orange. Así que, en lugar de tratar de hacer una predicción científica de la que probablemente nos vamos a equivocar de todos modos, pensamos, solo hagámoslo gracioso». A pesar de esto, los realizadores hicieron algunas investigaciones sobre lo que los científicos pensaron que podría ocurrir en el año 2015. Bob Gale dijo: «Sabíamos que no íbamos a tener coches voladores para el año 2015, pero, ¡Dios!, teníamos que tenerlos en nuestra película».
Sin embargo, la película predijo correctamente una serie de cambios tecnológicos y sociológicos que se produjeron en 2015, entre ellos: el aumento de las cámaras ubicuas; uso de aviones no tripulados para transmisiones noticieras; televisores de pantalla plana panorámica  montados en paredes con visualización de múltiples canales; sistemas de videochat; videojuegos de manos libres; hologramas parlantes; tecnología vestible; tabletas con escáneres de huellas digitales; y display montado en la cabeza. También se representa el pago en dispositivos portátiles personales. Aunque el pago por huella digital no se usa ampliamente, los pagos biométricos se usa como seguridad en lugares como aeropuertos y escuelas, y el pago electrónico con escaneo de huellas digitales como función de seguridad se implementa para Apple Pay. Los autos y otros vehículos también han podido funcionar utilizando combustible generado a partir de desechos de alimentos, aunque no a través de un reactor de fusión como se sugiere en la película. La popularidad de las películas 3-D en la década de 2010 también se predijo con cierta precisión, aunque las imágenes polarizadas superpuestas siguen siendo el formato estándar (como lo ha sido desde la década de 1950, desde que se actualizaron en los tiempos modernos a la digital) y la holografía aún no se usa para grandes películas.
Otros aspectos de la descripción del futuro no se habían cumplido en 2015, pero se hicieron esfuerzos para replicar los avances tecnológicos.
- La película muestra a Marty poniéndose las zapatillas Air Mag de Nike con cordones automáticos. Nike lanzó una versión de sus zapatos Hyperdunk Supreme, que parecen similares a los de Marty, en julio de 2008. Los fanáticos los llamaron Air McFly.[23] En abril de 2009, presentaron la patente de zapatos con cordones, y su diseño se parece a los que usó Marty en la película.[24] En 2010, un fan llamado Blake Bevin creó zapatos que se ataban por sí mismos.[25] Aunque Nike había hecho una cantidad muy limitada de Air Mags en el mismo estilo que la película, en septiembre de 2011 declararon que su línea de zapatos MAG de línea de consumidor no contaría con la característica de auto-atadura que se muestra en ella.[26][27] Tinker Hatfield, uno de los diseñadores de zapatos, indicó en 2014 que introduciría zapatos con tecnología de cordón eléctrico el año siguiente, 2015.[28] En marzo de 2016, Nike presentó el zapato HyperAdapt 1.0, que es un modelo de mercado de consumo del Air Mag y presenta la misma tecnología de autoadhesivo que utilizaron para los Air Mags conmemorativos, y se pusieron a la venta en cantidades limitadas. a finales de 2016.[29]
- El concepto de hoverboard - un monopatín que puede flotar desde el suelo - ha sido explorado por varios grupos desde el lanzamiento de la película. Se han demostrado intentos similares a los de los botes flotantes, que disparan aire en el suelo,[30] con una distancia récord de 2015 de 275 metros.[31] Un tipo diferente es el MagBoard, desarrollado por investigadores de la Universidad de París Diderot. Utiliza una gran placa en la parte inferior superconductor enfriada con nitrógeno líquido para lograr el Efecto Meissner y permitir que flote sobre una pista especial; Se mostró capaz de soportar el peso de un humano en su demostración práctica. Sin embargo, el requisito de ejecutar el superconductor a temperaturas más altas y más altas evita que esto sea práctico.[32][33] En marzo de 2014, una compañía llamada HUVr Tech supuestamente demostró un hoverboard en funcionamiento junto con varias celebridades, incluida Lloyd, aunque esto se reveló en breve como un engaño creado por el sitio web Funny or Die.[34] Los aeropatines se hicieron populares en 2015 a pesar de que no flotan por encima del suelo.[35]

El 22 de marzo de 2023, un francés llamado Damien Dolata presentó en YouTube la primera versión funcional de una tabla voladora llamada Ripulse. Por el momento, esta tabla voladora es capaz de hacer levitar a una persona con un peso de aproximadamente 30 kg sobre el suelo. Está compuesta por 4 propulsores magnetorrotativos que crean una corriente de Foucault en un suelo conductor.
En la escena de 2015, la película imagina a los Chicago Cubs ganando la Serie Mundial de 2015 contra los ficitcios Miami Gators, haciendo referencia a la maldición de los Cubs para ganar un campeonato. En  la temporada actual 2015, los Cubs se clasificaron para la postemporada, su primera aparición en la postemporada desde 2008, pero los Cubs perdieron la  Serie de Campeonato de la Liga Nacional (no la Serie Mundial) contra los Mets de Nueva York el 21 de octubre de 2015, que casualmente fue el mismo día que en Back to the Future, Marty McFly llegó en 2015 a la película. A pesar de perder en 2015, un año después, los Cubs «ganaron» la Serie Mundial de 2016 contra los Indios de Cleveland; la fuente oficial Twitter para la franquicia Back to the Future tuiteó que el viaje en el tiempo de Marty & Doc causó «una ruptura en el continuo espacio-tiempo» que condujo a la Huelga de 1994 (y posterior cancelación de la Serie Mundial de 1994), retrasando así la predicción precisa en un año. En la real Serie Mundial 2015, los Reales de Kansas City derrotaron a los Mets para ganar su primer campeonato de la Serie Mundial desde 1985, el mismo año desde el cual Marty y Doc viajaron en la película. En cuanto a los ficticios Miami Gators, cuando se hizo la película Florida todavía no tenía un equipo Major League Baseball, pero desde entonces el estado ha ganado dos franquicias: los Marlins de Florida (ahora Miami Marlins) en 1993 y los Devil Rays de Tampa Bay (ahora Tampa Bay Rays) en 1998. Ninguno de los dos calificó para la postemporada) en 2015.

## Lanzamiento y recepción

### Taquilla
La película se estrenó en los cines de Norteamérica el miércoles 22 de noviembre de 1989, un día antes del Día de Acción de Gracias. Recaudó un total de $27 800 000 dólares de viernes a domingo, y $43 000 000 en la apertura de vacaciones de cinco días, rompiendo el récord anterior de Acción de Gracias establecido por Rocky IV en 1985. En el siguiente fin de semana, tuvo una caída del 56 %, ganando $12 100 000, pero se mantuvo en el #1. Su total bruto fue de $118 500 000 en los Estados Unidos y $213 000 000 en el extranjero, para un total de $331 000 000 en todo el mundo, clasificándose como la sexta película más exitosa de 1989 a nivel nacional y la tercera más grande en todo el mundo, detrás de Indiana Jones and the Last Crusade y  Batman. Sin embargo, aún era inferior al de la primera película. La «Parte III», que Universal lanzó solo seis meses después, experimentó una caída similar.

### Fechas de estreno mundial
| País                                                                          | Fecha de estreno                  |
| ----------------------------------------------------------------------------- | --------------------------------- |
| Alemania                                                                      | Jueves 21 de diciembre de 1989    |
| Argentina                                                                     | Jueves 4 de enero de 1990         |
| Australia                                                                     | Jueves 7 de diciembre de 1989     |
| Austria                                                                       | Viernes 15 de diciembre de 1989   |
| Bélgica                                                                       | Miércoles 20 de diciembre de 1989 |
| Belice · Costa Rica · El Salvador · Guatemala · Honduras · Nicaragua · Panamá | Viernes 22 de diciembre de 1989   |
| Brasil                                                                        | Jueves 14 de diciembre de 1989    |
| Chile                                                                         | Viernes 26 de enero de 1990       |
| Colombia                                                                      | Jueves 21 de diciembre de 1989    |
| Corea del Sur                                                                 | Sábado 13 de enero de 1990        |
| Dinamarca                                                                     | Martes 26 de diciembre de 1989    |
| Ecuador                                                                       | Lunes 1 de enero de 1990          |
| Egipto                                                                        | Lunes 23 de abril de 1990         |
| España                                                                        | Viernes 22 de diciembre de 1989   |
| Estados Unidos · Canadá                                                       | Miércoles 22 de noviembre de 1989 |
| Filipinas                                                                     | Miércoles 21 de febrero de 1990   |
| Finlandia                                                                     | Viernes 22 de diciembre de 1989   |
| Francia                                                                       | Miércoles 20 de diciembre de 1989 |

| País                         | Fecha de estreno                  |
| ---------------------------- | --------------------------------- |
| Grecia                       | Viernes 22 de diciembre de 1989   |
| Hong Kong                    | Jueves 18 de enero de 1990        |
| Hungría                      | Jueves 5 de abril de 1990         |
| India                        | Viernes 11 de mayo de 1990        |
| Israel                       | Viernes 22 de diciembre de 1989   |
| Italia                       | Viernes 22 de diciembre de 1989   |
| Japón                        | Sábado 9 de diciembre de 1989     |
| Líbano                       | Viernes 29 de diciembre de 1989   |
| Malasia                      | Jueves 25 de enero de 1990        |
| México                       | Jueves 1 de marzo de 1990         |
| Noruega                      | Jueves 14 de diciembre de 1989    |
| Nueva Zelanda                | Viernes 8 de diciembre de 1989    |
| Países Bajos                 | Jueves 21 de diciembre de 1989    |
| Perú                         | Jueves 15 de febrero de 1990      |
| Portugal                     | Viernes 22 de diciembre de 1989   |
| Reino Unido Irlanda          | Viernes 24 de noviembre de 1989   |
| República Checa · Eslovaquia | Jueves 30 de julio de 1992        |
| República Dominicana         | Jueves 28 de diciembre de 1989    |
| Singapur                     | Jueves 25 de enero de 1990        |
| Sudáfrica                    | Viernes 8 de diciembre de 1989    |
| Suecia                       | Viernes 22 de diciembre de 1989   |
| Suiza                        | Viernes 22 de diciembre de 1989   |
| Tailandia                    | Sábado 27 de enero de 1990        |
| Taiwán                       | Sábado 20 de enero de 1990        |
| Turquía                      | Viernes 26 de enero de 1990       |
| Uruguay                      | Jueves 1 de febrero de 1990       |
| Venezuela                    | Miércoles 20 de diciembre de 1989 |

### Respuesta crítica
La película recibió un índice de aprobación del 65 % en Rotten Tomatoes, según 59 comentarios con una calificación promedio de 6.18/10, con la lectura del consenso crítico, «Back to the Future II es mucho más desigual que su predecesor, pero sus alocadas alturas superan a las maquinaciones a veces abarrotadas de una trama llena de cosas». La película tiene una puntuación de 57 de 100 en Metacritic, basada en 17 críticos, lo que indica «críticas mixtas o promedio».
Roger Ebert de Chicago Sun-Times le dio a la película tres de cuatro estrellas. Ebert lo criticó por carecer del «poder genuino del original», pero lo elogió por su humor slapstick y el hoverboard en su secuencia de persecución. Janet Maslin de The New York Times escribió que la película está «lista para cosas más grandes y mejores». Maslin dijo más tarde que «se las arregla para ser aturdido y alegremente alucinante, en lugar de confuso». Tom Tunney de la revista Empire escribió que la película estaba bien dirigida, «escapismo de alta energía», y la calificó de «entretenidamente entretenida», aunque la calificó de inferior a Las otras dos películas de la franquicia.
Jonathan Rosenbaum del Chicago Reader dio a la película una crítica negativa, criticando a Zemeckis y Gale por convertir a los personajes en «frikis estridentes» y por hacer que la «acción frenética sea estrictamente una fórmula». Él creía que contenía «desenfrenada misoginia», porque el personaje de Jennifer Parker «queda inconsciente desde el principio para que no interfiera con los juegos de niños pequeños». Citó, también, Michael J. Fox vestirse como travesti. Variety dijo: «la fascinación (del director Robert Zemeckis) por la interacción de los personajes en diferentes edades de sus vidas la lastima visualmente, y la credibilidad se esfuerza más allá del punto de ruptura, al obligarlo a confiar en algunos diseños de maquillaje muy cursi».

### Reconocimientos
La película ganó el Premio Saturno a los Mejores Efectos Especiales (para Ken Ralston, el supervisor de efectos especiales), el Premio BAFTA a los Mejores Efectos Visuales Especiales (Ken Ralston, Michael Lantieri, John Bell y Steve Gawley), un premio a estreno en DVD de 2003 AOL Movies por la trilogía de DVD, un Golden Screen Award, un premio Young Artist, y los Blimp Awards para el actor de películas favorito (Michael J. Fox) y la película favorita Actriz (Lea Thompson) en los 1990 Kids 'Choice Awards. Fue nominado en 1990 para un Premio de la Academia a los Mejores Efectos Visuales (John Bell, Steve Gawley, Michael Lantieri y Ken Ralston).

### Home media
La película se estrenó en VHS y LaserDisc el 22 de mayo de 1990, tres días antes del lanzamiento teatral de la Parte III. Se esperaba que fuera el primer lanzamiento bajo el banner MCA-Universal Home Video. Universal lo reeditó en VHS, LaserDisc y disco compacto en 1991, 1995 y 1998. El 17 de diciembre de 2002, Universal lo lanzó en DVD en un conjunto de trilogía en caja, aunque los problemas con el encuadre de pantalla ancha llevaron a un retiro del producto. La trilogía fue lanzada en Blu-ray Disc en octubre de 2010.
Universal relanzó la trilogía junto con las nuevas funciones en DVD y Blu-ray el 21 de octubre de 2015, coincidiendo con Back to the Future Day. El nuevo conjunto incluyó un artículo llamado «Doc Brown Guarda el Mundo», donde Lloyd, repitiendo su papel como Doc Brown, explica las razones de las diferencias entre el futuro de 2015 como se muestra en «Back to the Future Part II» y en la vida real.

## Banda sonora
La banda sonora fue lanzada por MCA Records el 22 de noviembre de 1989. AllMusic lo calificó con cuatro estrellas y media de cinco. A diferencia de la banda sonora anterior, contiene solo una partitura musical del compositor Alan Silvestri. Ninguna de las canciones vocales presentadas a lo largo de la película son presentadas.

### Lanzamiento de Intrada
El 12 de octubre de 2015, Intrada Récords publicó partitura completa de Back to the Future Part II en un conjunto de dos discos que incluye sesiones tempranas y tomas alternativas.